# Gustaf Palmfelt
Gustaf Palmfelt, född 1680 i Stockholm, död 14 september 1744 i Nikolai församling i Stockholm, var en svensk friherre, författare och riksråd. Han var gift med Ernestine Palmfelt.

## Biografi
Palmfelt föddes i Stockholm som son till statskommissarien Gustaf Palm, adlad Palmfelt, och Maria Holm. Ganska lite är känt om hans tidigare år, men redan 1714 utnämndes han till krigsråd. År 1729 utnämndes han till landshövding i Blekinge med fick redan samma år byta sitt ämbete mot motsvarande post i Skaraborgs län. Han upphöjdes 1731 i friherrligt stånd. År 1733 utnämndes han till landshövding över Stockholms län och 1737 förordnades han till president i kammarkollegium.
Palmfelt tillhörde mösspartiet och framfördes vid 1738 som partiets kandidat till lantmarskalksposten, men partiet fick ej majoritet. Då partiet genom hattarnas misslyckade krig åter fick majoritet blev Palmfelt riksråd.
Palmfelt utgav även flera dikter av satiriskt innehåll. Han översatte även Vergilius Ekloger och början av Georgica till svenska, liksom Molières "Hustruskolan".

### Översättningar
- Molière (1739). Qwinno-skolan, eller Den enfaldige Agnes, i fem acter förestäld på den swenska theatren i Stockholm anno 1738. Stockholm. Libris 2389708
- Vergilius Maro, Publius (1740). P. Virgilii Maronis Ecloger eller Herde-qwäden, öfwersatte på swensk wers efter latinska prosodien, uti lika werse-slag, och lika många werser med originalet. Stockholm. Libris 2410826